# La misericordia ajena
La misericordia ajena es un ensayo escrito por John Eastburn Boswell en 1988 y publicado en español por Muchnik Editores en 1999 ISBN 84-7669-362-1. Obra que complementa como si de una trilogía se tratara, a sus anteriores ensayos "Cristianismo, Tolerancia Social y Homosexualidad" y “Las bodas de la semejanza”, en donde examina y explica a través de una sólida documentación histórica el abandono de los niños desde la antigüedad clásica hasta la Edad Media en Europa.
John Eastburn Boswell demuestra las causas por las que los padres de todas las clases sociales se desprendieron de “hijos no queridos” y que después fueron expuestos públicamente o bien dados en custodia a la iglesia o bien abandonados en orfanatos. Padres que en ocasiones reclamaban tardíamente a estos hijos, hijos que en muchas ocasiones fueron prostituidos o condenados a esclavitud de por vida.
- Datos: Q6461615